# Vickers Type 161
El Vickers Type 161 fue un inusual interceptor biplano propulsor de la década de 1930, diseñado para atacar aviones desde debajo con un único cañón de gran calibre orientado hacia arriba. El avión voló bien, pero el concepto fue abandonado y sólo se construyó un ejemplar.

## Diseño y desarrollo

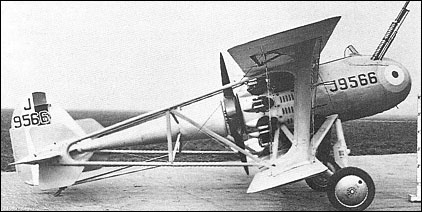

El Vickers 161 fue diseñado en respuesta a la Especificación F.29/27 del Ministerio del Aire. Esta solicitaba un caza interceptor que funcionara como plataforma de cañón estable para el cañón COW de 37 mm producido por Coventry Ordnance Works (COW) que disparaba proyectiles de 0,65 kg. El cañón debía estar montado a 45 grados o más por encima de la horizontal, de modo que el avión pudiera volar por debajo del bombardero o dirigible objetivo y disparar hacia arriba. Durante la Segunda Guerra Mundial, la Luftwaffe utilizó un enfoque bastante similar, llamado Schräge Musik. La especificación también exigía una velocidad máxima muy superior a la velocidad de crucero de un bombardero típico y un buen régimen de ascenso.
El enfoque de Vickers parece haber sido influenciado por su experiencia en la Primera Guerra Mundial con la familia Gunbus. Al igual que ellos, el Type 161 era un biplano propulsor monomotor. Las alas tenían envergaduras desiguales y cuerdas paralelas, montadas con un fuerte decalaje y un gran espacio arriostrado en forma de dos vanos por soportes interplanares aerodinámicos en forma de I, inclinados hacia afuera. Los botalones paralelos, formados a cada lado por un par de miembros tubulares, convergían desde la parte superior e inferior de los soportes interplanares internos hacia la cola. Otro par de tubos unía la parte inferior de los puntales interplanares al botalón superior en el punto medio. El plano de cola tenía una envergadura amplia, que se extendía más allá de los botalones; el empenaje y el timón eran convencionales y estaban reforzados con riostras más ligeras hasta la mitad del botalón. Las superficies de vuelo estaban recubiertas de tela.
El piloto y el cañón estaban alojados en una góndola metálica monocasco montada en la parte inferior del ala superior, dejando un espacio por debajo. La cabina del piloto estaba desplazada hacia babor, con el cañón a su derecha y la recámara accesible. El Bristol Jupiter VIIF estaba instalado con sus cilindros alineados con el borde trasero del ala superior, apoyados por dos pares de soportes hasta los largueros del ala inferior y moviendo una hélice de cuatro palas. Esta tenía un carenado anular inusual que giraba con ella y coincidía en diámetro con la cubierta del motor. Hacia atrás, y sin interrupción, se extendía un carenado similar a un fuselaje, estrechándose hacia la cola. Esta estructura estaba estabilizada en cada lado por un par de puntales hasta los botalones superior e inferior. El tren de aterrizaje de eje dividido tenía patas hasta el fuselaje y, hacia atrás, hasta el larguero del ala delantera, con un soporte entre sus articulaciones superiores.
El Type 161 voló por primera vez el 21 de enero de 1931. Las pruebas de vuelo posteriores produjeron algunas modificaciones, en gran parte para mejorar la estabilidad de guiñada. El timón se ensanchó y redondeó en la parte superior, y se agregaron pequeñas aletas por encima y por debajo del plano de cola en el punto de montaje del botalón. También se hicieron modificaciones en la geometría y el engranaje de los compensadores del elevador: se ha sugerido que el Type 161 puede haber sido el primer avión en tener compensadores de elevador ajustables en vuelo. En septiembre de 1931 fue trasladado a RAF Martlesham Heath para realizar pruebas, donde no surgieron problemas graves y los informes de los pilotos fueron positivos. Las pruebas de fuego del arma fueron bien, sin detrimento de la estructura ni del rendimiento del avión. A pesar de ello, ni el Type 161 ni su competidor, el Westland C.O.W. Gun Fighter, fueron encargados y nunca más se supo nada del cañón aéreo COW.

## Especificaciones
Referencia datos: Andrews

### Características generales
- Tripulación: Uno (piloto)
- Longitud: 7,2 m (23,5 ft)
- Envergadura: 9,8 m (32 ft)
- Altura: 3,8 m (12,3 ft)
- Superficie alar: 25 m² (269,1 ft²)
- Peso vacío: 1080 kg (2380,3 lb)
- Peso cargado: 1520 kg (3350,1 lb)
- Planta motriz: 1× motor radial de 9 cilindros refrigerado por aire Bristol Jupiter VIIF.
  - Potencia: 400 kW (551 HP; 544 CV)
- Hélices: De cuatro palas de madera de paso fijo

### Rendimiento
- Velocidad máxima operativa (Vno): 298 km/h (185 MPH; 161 kt) a 3000 m (10 000 pies)
- Tiempo a altitud: 5,8 min para 3000 m (10 000 pies)

### Armamento
- Cañones: 

  - 1x COW de 37 mm

## Aeronaves relacionadas

### Aeronaves similares
- Westland C.O.W. Gun Fighter

### Secuencias de designación
- Secuencia Numérica (interna de Vickers): ← 155 - 157 - 160 - 161 - 162 - 163 - 166 - 168 →